# 狭鳞双盖蕨
狭鳞双盖蕨（学名：Diplazium stenolepis）为蹄盖蕨科双盖蕨属下的一个种。

## 扩展阅读
- 維基物種上的相關：狭鳞双盖蕨